# Floraleda Sacchi
Floraleda Sacchi (Como, 14 giugno 1978) è un'arpista e compositrice italiana.

## Biografia
Compie gli studi musicali in Italia, USA e Canada, sotto la guida di Judy Loman, Alice Giles e Alice Chalifoux.
Suona l'arpa a pedali (acustica ed elettrica), le arpe storiche a pedali e alcune arpe popolari. Si è esibita in importanti sale e festival (Carnegie Hall, Konzerthaus, Gewandhaus, Auditorium della Conciliazione) ed ha inciso per le principali major discografiche (Decca Records, Deutsche Grammophon, Philips Records, Universal Music). Le sue incisioni hanno ottenuto numerosi riconoscimenti e contribuito ad ampliare il repertorio per arpa.
Nell'ambito degli studi musicologici si è occupata di Elias Parish Alvars, sul quale ha scritto il saggio "Elias Parish Alvars, Life, Music, Documents" pubblicato nel 1999, che ha ottenuto il premio Harpa Award (Praga 1999) e dell'analisi delle opere di Sophia Corri Dussek. Molte sono le sue riscoperte di repertorio (Reynaldo Hahn, Alphonse Hasselmans, ecc.)
È autrice degli spettacoli musico-teatrali "I racconti del mistero" (per voce recitante, arpa e quartetto d'archi, dedicato al rapporto tra il fantastico e il terrore e la musica) e "Viaggio sulla Luna" (per voce recitante, arpa e planetario), ispirato alle "Cosmicomiche" di Italo Calvino prodotto dal Planetario di Milano. Accompagna Ottavia Piccolo in Donna non rieducabile, monologo di Stefano Massini dedicato alla giornalista Anna Politkovskaja con regia di Silvano Piccardi per cui Floraleda ha composto le musiche. "Donna non Rieducabile" è stato trasformato anche in film da RAI 2 per la trasmissione "Palco e Retropalco" con la regia di Felice Cappa e il titolo "Il sangue, la Neve". Il film è stato presentato alla 66ª Mostra Internazionale d'Arte Cinematografica di Venezia.
Dal 2006 è direttore artistico del LakeComo Festival una serie di concerti nelle provincie di Como e Lecco.

## Riconoscimenti
- 1996
  - Financial award of Italia Nostra come miglior studentessa del conservatorio di Como.
  - Financial award of Società Umanitaria (Milano): tra i 5 finalisti scelti tra gli alunni dei conservatori.
  - X Concorso F. Schubert (Tagliolo, Alessandria): terzo premio come solista
  - XI Premio Rovere d'Oro (San Bartolomeo al Mare, Imperia): secondo premio come solista
- 1997
  - Concorso Viglianoviva – Dal Novecento storico alla musica contemporanea (Vigliano, Biella): primo premio come solista
  - IV Concorso A.Gi.Mus. (Varenna, Lecco): primo premio come solista
  - Concorso Musicale Italiano (Cortemilia, Cuneo): secondo premio come solista
- 1998
  - Concorso Società Jupiter "Genova 1997" (Genova): secondo premio come solista
  - VII TIM – Torneo Internazionale di Musica (Roma): Primo premio – "Diploma d'onore" come solista
  - Concours Internationaux UFAM – Union des Femmes Artistes et Musiciennes (Parigi): secondo premio come solista
  - XII Concorso Città di Cento (Cento, Ferrara): terzo premio come solista
- 1999
  - Harpa Award della World Harp Society, International Harp Centre (Basilea, Svizzera) per il suo libro "Elias Parish Alvars: Life, Music, Documents"
- 2002
  - TIM - Torneo Internazionale di Musica (Roma), Diploma d'onore con Æolian Duo
  - TIM - Torneo Internazionale di Musica (Roma), Diploma d'onore come solista
  - Premio Galbiati (Milano), primo premio con Allegro Ensemble (Ravel: Introduction et Allegro, Debussy: Prélude à l'après midi d'un faune)
- 2003
  - Sinfonia Toronto Concerto Competition (Toronto, Canada), secondo premio

## Discografia
- Suite en Duo. Musiche di: Erik Satie; Philip Glass; Astor Piazzolla; Jean Cras; Ravi Shankar; Nino Rota. (Philips Records - Universal Music Group) 2007
- Chiaroscuro Harp. Floraleda Sacchi (arpa). Musiche di Floraleda Sacchi (Amadeus Arte). 2007
- Parole Alate. 2 DVD che contengono le registrazioni della terza edizione di Parole Alate, manifestazione promossa dall'Università degli studi di Milano. Lamberto Puggelli (Regia), Dario Del Corno, Giuseppe Zanetto (Consulenza scientifica), Musiche e arrangiamenti di Floraleda Sacchi (arpa), Testi di storici greci letti da Moni Ovadia e Luciano Virgilio (L'eredità di Pericle), Massimo Foschi e Franco Graziosi (La morte di Cesare), Laura Marinoni, Umberto Ceriani, Ferruccio Soleri (Serse e Leonida), Massimo Popolizio (Un dio, un eroe, un uomo: Alessandro Magno) (CTU). 2008
- Minimal Harp. Floraleda Sacchi (arpa e percussioni). Musiche di: Lou Harrison; Philip Glass; György Ligeti; Nicola Campogrande; Henry Cowell; John Cage; Peter Machajdík; Michael Nyman. (Decca - Universal Music Group) 2008. Cat. No. 476 3172
- Sophia Corri Dussek: Works for solo Harp. Floraleda Sacchi (arpa). (Tactus). 2009. Cat. No. 772801
- Il Sangue, La Neve. Memorandum su Anna Politkovskaja (DVD). Interpreti: Ottavia Piccolo. Musiche originali: Floraleda Sacchi. Testo: Stefano Massini. Regia teatrale: Silvano Piccardi. Adattamento e Regia televisiva: Felice Cappa. Produzione Raidue Palcoscenico, Raitrade, La Contemporanea srl. PromoMusic.it Vedi il film
- Harp Dances. Floraleda Sacchi (arpa). (Decca - Universal Music Group) 2010. Cat. No. 476 3856
- Harp Favorites. Floraleda Sacchi (arpa). (Deutsche Grammophon) 2010. Cat. No. 476 4149.
- Inside the Tree. Floraleda Sacchi (arpa), Piero Salvatori (violoncello), music by Peter Machajdík, (Amadeus Arte, 2011) Cat. No. AA11003
- Happy Birthday John!. Floraleda Sacchi (arpa), musica di John Cage, realizzato in collaborazione con il John Cage Trust New York (Amadeus Arte, 2012) Cat. No. AA12001
- Philip Glass: Metamorphosis. Floraleda Sacchi (arpa), music by Philip Glass, (Amadeus Arte, 2012) Cat. No. AA12002
- Cristian Carrara: Ludus. Con Piero Salvatori (violoncello) e Antonella Ruggiero (voce). Musiche di Cristian Carrara (Amadeus Arte, 2013) cat. No. AAP13001
- Alphonse Hasselmans: Music For Harp. (Brilliant Classics, 2013). Cat. No. 94625
- Manuel De Sica. Include la prima registrazione di 'Kojiki, Preludio, Epitaffio e Danza" per arpa e orchestra d'archi. Solista Floraleda Sacchi, Flavio Emilio Scogna (direttore), Orchestra Filarmonica Arturo Toscanini. (Brilliant Classics, 2013)
- "Intimamente Tango". Musica di Astor Piazzolla (Decca - Universal Music Group, 2015)